# Ŭiju-gun
Ŭiju-gun (koreanska: 의주군) är en kommun i Nordkorea.   Den ligger i provinsen Norra P'yŏngan, i den västra delen av landet, 160 km nordväst om huvudstaden Pyongyang.